# Laephotis namibensis
Laephotis namibensis là một loài động vật có vú trong họ Dơi muỗi, bộ Dơi. Loài này được Setzer mô tả năm 1971.